# 川楝子
苦楝子，又名金鈴子，中药材，为楝科落叶乔木苦楝樹的成熟果实。主要产于中国的南方各地，以四川的产者最为上乘，故又名川楝子。

## 药用
川楝子苦寒沉降，是行气药的一种。主要入肝经，疏泄肝热，行气止痛，治气郁而有热之证尤宜。

### 性味归经
味苦、性寒，有小毒。  
入肝、胃、小肠、膀胱。

### 功效应用
- 行气止痛 ：用于治疗肝胃气滞，胁肋脘腹胀痛及疝痛。
- 杀虫：用于虫积腹痛。为治虫积腹痛良药，有热者尤宜。可与槟榔、使君子、雷丸等同用。
- 此外，可焙黄研末，以油调膏外敷治头癣。

### 用法用量
煎服，3~10克，本品有小毒不宜过量服用。

### 化学研究
本品含川楝素、楝树碱、山奈醇及脂肪油等。本品所含川楝素对蛔虫、蚯蚓、水蛭等有明显的杀灭作用。

## 外部連結
- 川楝樹 Chuanlianshu （页面存档备份，存于） 藥用植物圖像數據庫 (香港浸會大學中醫藥學院) （中文）（英文）
- 川楝子 中藥材圖像數據庫  (香港浸會大學中醫藥學院) （中文）（英文）
- 川楝子 Chuan Lian Zi （页面存档备份，存于） 中藥標本數據庫 (香港浸會大學中醫藥學院) （繁體中文）（英文）